# Molí dels Cups
El molí dels Cups és un edifici d'Olius inclòs a l'Inventari del Patrimoni Arquitectònic de Catalunya.

## Descripció
És un antic molí de planta rectangular, orientat de nord a sud i teulada a doble vessant. La porta a la cara sud és d'arc de mig punt adovellat i n'hi ha una altra a la cara nord de les mateixes característiques. La façana principal té petites obertures. Seguint aquesta façana hi ha una edificació posterior, utilitzada com a casa, més elevada que el molí. L'interior ha estat tot reformat per habilitar-ho com a central elèctrica. El parament és de pedres irregulars molt rústec.

## Història
El molí dels Cups era un molí de farina del que se'n parla ja al document del 1080. En Raymond Yodall o Godall donà a Sant Esteve el molí que hi ha més amunt del castell d'Olius, i el de Cuiquespes, situat sota el castell. El comte d'Urgell, Ermengol dona de nou el molí de Cuiquespes a Guilabert Dalmaci i a la seva muller el 1100.

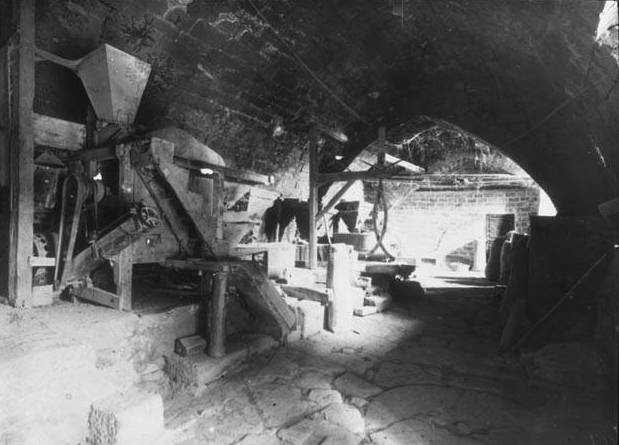
Maquinària a l'interior del molí dels Cups (entre 1890 i 1923)

Cuiquespes era el casal on hi havia més d'un molí. Vers el 1224, mentre era paborde de Santa Maria de Solsona en Guerau, s'hi feren moltes obres i fou aleshores que els molins es reconstruïren en forma molt avançada. Bona part de la construcció actual, on estaven les moles i desguàs de l'aigua, ens palesa l'estil arquitectònic del segle xiii. No hi ha ja maquinària antiga, els cups i els llocs de les moles han sigut coberts i replanats. L'aigua fa funcionar un alternador per la llum elèctrica. Aquesta darrera adaptació fou inaugurada el 1899, i des de llavors produeix energia elèctrica.